# Friedrich Heinrich Leopold von Schladen
Friedrich Heinrich Leopold von Schladen (* 14. Juni 1772 in Berlin; † 31. August 1845 in Godesberg) war ein preußischer Diplomat und Schriftsteller. Seine Eltern waren der preußische General Karl Friedrich Gottlieb von Schladen (1730–1806) und dessen Ehefrau Johanna Luise von Milsonneau (1749–1785).

## Leben
Schladen lebte während seiner Jugend zwischen 1781 und 1784 in Nürnberg, wo sein Vater, die preußische Werbung in Franken leitete. Er studierte danach Rechts- und Staatswissenschaften an den Universitäten Erlangen und Göttingen und wurde am 28. Dezember 1790 als Legationsrat in die diplomatische Schule in Berlin aufgenommen. Am 5. Februar 1794 wurde er zum Kammerherrn ernannt. Er besuchte im Sommer desselben Jahres seinen Vater, der unter Hohenlohe am Rhein kommandierte, und wurde am 10. Februar 1795 als Sekretär dem preußischen Gesandten in Wien, Girolamo Lucchesini, beigegeben, dessen Zufriedenheit und Vertrauen er zu gewinnen wusste. Schon zwei Jahre danach ging Schladen als Gesandter an den portugiesischen Hof nach Lissabon, wo er, hauptsächlich mit Vertretung der preußischen Handelsinteressen beauftragt war. Er blieb dort mit einer längeren Unterbrechung bis zum März 1803. Danach wurde er an die preußische Gesandtschaft in München versetzt. Bei Ausbruch des vierten Koalitionskrieges 1806 wurde er in das preußische Hauptquartier berufen, jedoch erst nach dem Wiedereintritt Hardenbergs, dessen Wohlwollen er hatte, wieder zu diplomatischen Geschäften herangezogen.
Am 30. September 1807 erfolgte Schladens Ernennung zum preußischen Gesandten am kaiserlich-russischen Hof in St. Petersburg. Gegen Ende des Jahres 1811 verließ er St. Petersburg und ging nach Wien, wo er vom König Friedrich Wilhelm III. am 20. Februar 1813 in den Grafenstand erhoben wurde und er sich mit der Gräfin Henriette von Schönfeld, Tochter des früheren sächsischen Gesandten in Wien, vermählte. Im Juni 1817 wurde Schladen als Wirklicher Geheimer Rat zum preußischen Botschafter an der Hohen Pforte in Konstantinopel ernannt. Im Jahr 1820 verließ er diese Stellung. Nach einem längeren Aufenthalt in Wien, wurde er im Januar 1824 als preußischer Gesandte in die Niederlande versetzt. In Brüssel verwickelte ihn seine Neigung für das Spiel in Unannehmlichkeiten, die im Jahre 1827 seine Abberufung nötig machten. Der amerikanische Gesandte in Brüssel, Christopher Hughes, hatte nicht die leisesten Zweifel an der Unschuld Schladens. In den Ruhestand versetzt, lebte Schladen in Düsseldorf und Godesberg, wo er 1845 gestorben ist.

## Familie
Schladen war seit dem 25. Februar 1813 mit Frederike Dorothe Henriette von Schönfeld (* 1. November 1789; † 26. Juni 1849) Tochter von Johann Hilmar von Schönfeld verheiratet. Das Paar hatte einen Sohn Friedrich Gottlieb Adolph (* 31. Januar 1814; † 2. November 1844), der unverheiratet als Assessor in Köln starb. Mit dem Tod von Friedrich Heinrich Leopold von Schladen starb das Geschlecht Schladen aus.

## Werk
- Mittheilungen aus den nachgelassenen Papieren eines preussischen Diplomaten (Herausgegeben von Leopold von Ledebur, dem Sohn seiner Schwester) Digitalisat
- Preußen in den Jahren 1806 und 1807: Ein Tagebuch Digitalisat